# Zygmunt Haupt
Zygmunt Haupt (Ułaszkowce, 5 maart 1907-Winchester,10 mei 1975) was een Pools schilder, beeldhouwer en schrijver. 
Hij was militair tijdens de Tweede Wereldoorlog en overleefde de slag om Duinkerke.

## Prijs
- Prijs Kościelski, 1971

## Werken
- Pierścień z papieru (1963)
- Szpica. Opowiadania, warianty, szkice (1989)
- Baskijski diabeł (2007)
- Z Roksolanii (2009)

- Bibliothèque nationale de France: cb12150641w (data)
- Gemeinsame Normdatei: 121545539
- International Standard Name Identifier: 0000 0001 0854 8976
- Library of Congress Control Number: n90676651
- Nationale Bibliotheek van Tsjechië: js2015854535
- Nationale Bibliotheek van Israël: 987007281064305171
- Nederlandse Thesaurus van Auteursnamen: 074543946
- Réseau des bibliothèques de Suisse occidentale: 02-A003353367
- RKD-Nederlands Instituut voor Kunstgeschiedenis: 36486
- LIBRIS: 335574
- SNAC: w68920zq
- Système universitaire de documentation: 029999367
- Union List of Artist Names: 500060891
- Virtual International Authority File: 7427754
- WorldCat: E39PBJvt6jmgGpKbmQMC3MqbBP